# Laukėnų apylinkės
Laukėnų apylinkės este o arie protejată (sit de importanță comunitară — SCI) din Lituania întinsă pe o suprafață de 201,17 ha, integral pe uscat.

## Localizare
Centrul sitului Laukėnų apylinkės este situat la coordonatele 55°11′29″N 25°03′26″E / 55.1915°N 25.0572°E.

## Înființare
Situl Laukėnų apylinkės a fost declarat sit de importanță comunitară în septembrie 2019 pentru a proteja un număr necunoscut de specii din flora spontană și fauna sălbatică aflate în arealul zonei.

## Biodiversitate
Situată în ecoregiunea boreală, aria protejată conține 4 habitate naturale: Turbării active, Taiga vestică, Păduri caducifoliate de mlaștină fino-scandinave, Mlaștini împădurite.
La baza desemnării sitului se află un număr nedeclarat de specii protejate.
Pe lângă speciile protejate, pe teritoriul sitului au mai fost identificate 1 specie de păsări.